# Aida al confine
Aida al confine è un fumetto di Vanna Vinci. Ambientato a Trieste, ripercorre le avventure di Aida, una giovane di Bologna che, venuta in città per superare una storia d'amore finita, si ritrova immersa in un'atmosfera magica densa di ricordi reali ed entità fantasma. 
È stato pubblicato nel 2003 da Kappa Edizioni. A fine volume è presente una postfazione dell'autrice che illustra, passo dopo passo, la genesi dell'opera e il valore familiare e sentimentale che tale fumetto ha per lei. Per l'opera Vinci ha infatti attinto liberamente dalle lettere del nonno, spedite dal fronte durante la guerra, mentre per la figura di Nino si è ispirata anche alla figura del fratello minore del nonno - chiamato anch'egli Nino - e deceduto durante la Seconda Guerra Mondiale.

## Trama
Aida torna a Trieste, la città dei nonni materni, per superare un momento di difficoltà che vive a Bologna. Ospite della cugina Mara e della compagna di lei Lulli, finisce per incontrare nel vecchio palazzo di famiglia i due nonni ormai morti da tempo. Inoltre un'altra figura spettrale, Nino, accompagna la ragazza nel suo soggiorno a Trieste: l'uomo infatti, si rivela essere ben presto uno spirito preda di una grave amnesia.
È il nonno di Aida a raccontare alla ragazza che proprio lo stesso Nino è stato suo fratello maggiore e che, dopo aver combattuto nella Grande Guerra, è scomparso nel clima di angoscia e confusione della Seconda Guerra Mondiale.
Con questa nuova consapevolezza, Aida decide di guidare Nino per la città, sperando di ricostruire assieme a lui il passato e fargli raggiungere il riposo che merita. Dopo diverse peregrinazioni, il duo finisce per recarsi sulle trincee, dove Nino infine si assopisce.
Compiuta la sua missione familiare, Aida è pronta per tornare a Bologna. Sul treno incontra un amico conosciuto a Trieste ed accetta volentieri un appuntamento col ragazzo.